# Dorpskerk (Maarssen)
Deze Kruiskerk, die sinds de vorming van de Protestantse gemeente Maarssen op 10 januari 2015 "Dorpskerk" wordt genoemd, ligt aan de Kerkweg 19 in het Nederlandse dorp Maarssen, gemeente Stichtse Vecht. 

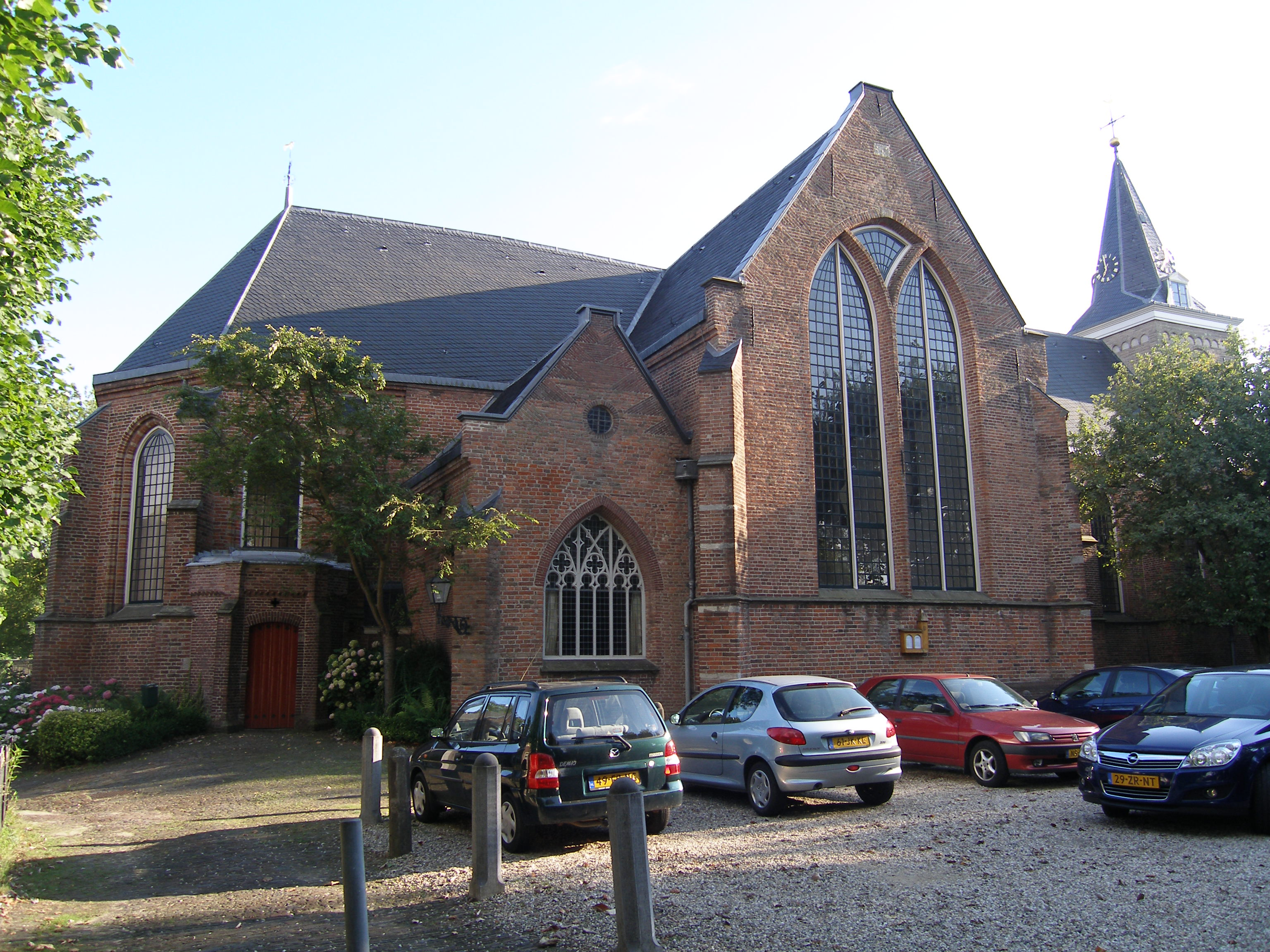
Dorpskerk aan de Kerkweg 19 te Maarssen waarvan de eerste steen werd gelegd in 1519.

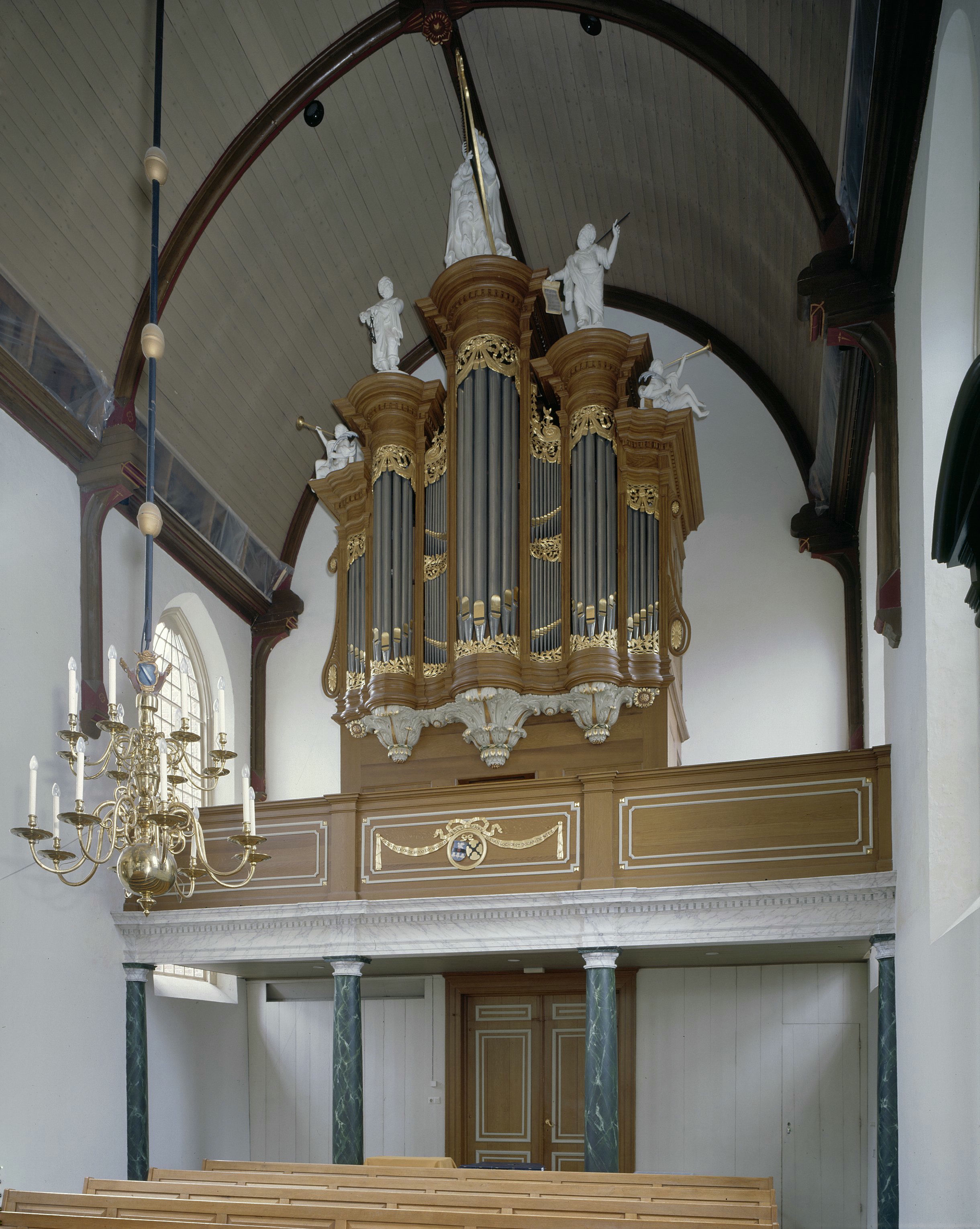
Het Meere-orgel uit 1790

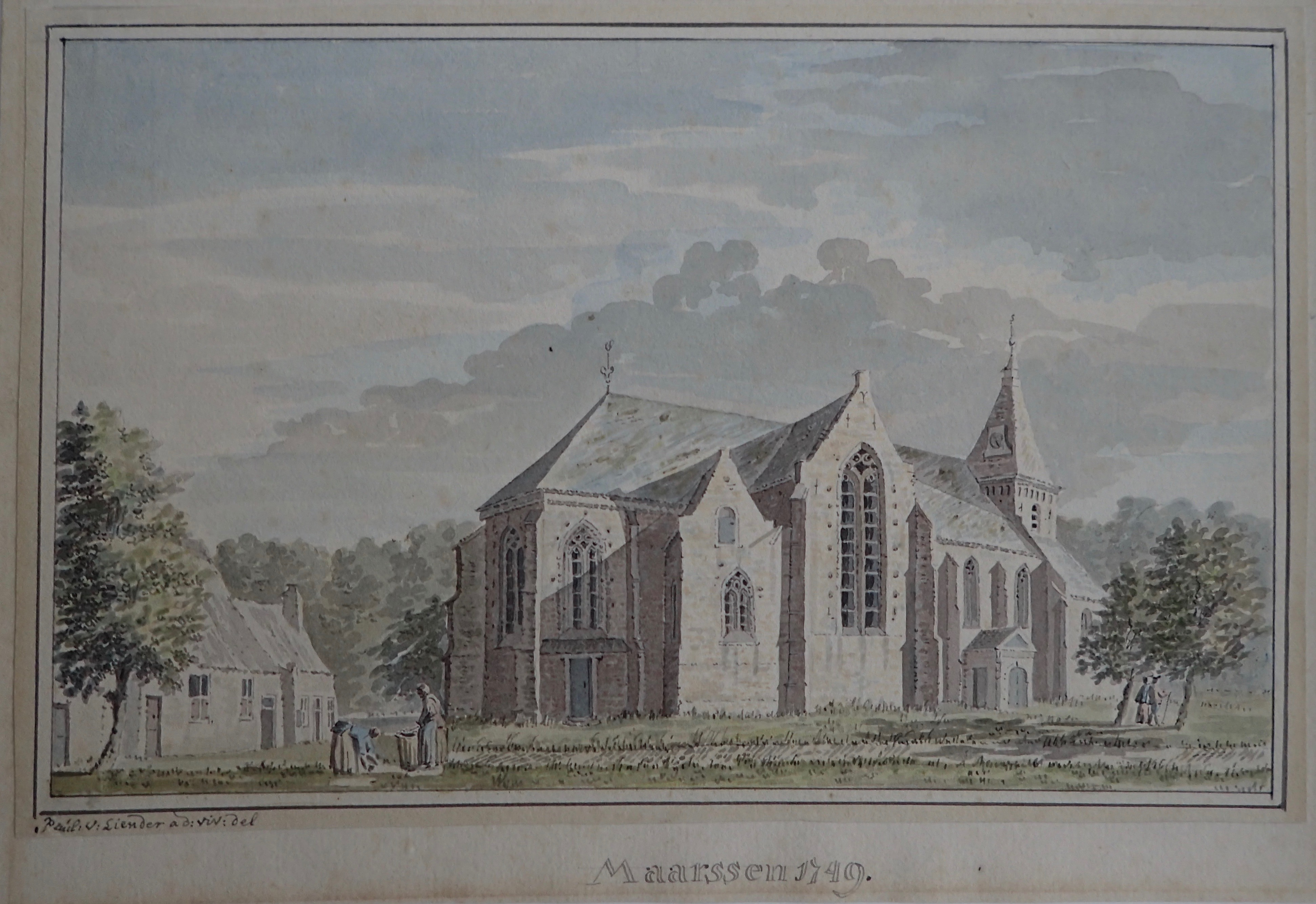
kerk te Maarssen in 1749, tekening Paulus van Liender

De Dorpskerk, die oorspronkelijk St. Pancratiuskerk werd genoemd, een eenbeukige kruiskerk heeft een gotische bouwstijl en stamt uit de 16e eeuw. De eerste steen voor de bouw van de huidige laat-gotische kerk werd gelegd in 1519. Het oudste deel van de Dorpskerk is de tufstenen toren in romaanse bouwstijl die stamt uit de 12e eeuw. De kerk is een eenbeukige kerk met transept, afgedekt door een leien zadeldak en is het oudste monument (monumenten) van Maarssen.
Aan de zuidzijde is een grafkapel met een grafkelder van de familie Huydecoper. De kapel wordt vanuit de kerk afgescheiden door een fraai smeedijzeren hekwerk uit 1721 dat vele symbolieken bevat.
Op de vloer van het koor en het schip liggen verschillende grafzerken met opschriften, waarvan sommige met familiewapens.
De preekstoel is een rijk gesneden kansel uit ca. 1700 en is door Jasper van Eeten gemaakt. Het frontpaneel en de beide zijkanten zijn voorzien van houtsnij- en beeldhouwwerk van de Gouden Eeuw met de bijbehorende Bijbelteksten: "De Wet is door Moses gegeven", "Hebt de Waerheyt en de Vreede lief" en "Genade en Waerheyt is door JE:CR: geworden".
Op de preekstoel en tafel ligt een geopende bijbel; Psalm 119: 105 "Uw Woord is een lamp voor mijn voet en een licht op mijn pad".
In het begin was de kerk huiskapel van het kasteel te Maarssen dat in 1672 door de Fransen werd verwoest. Het “Huis ter Meer” kwam voor het kasteel in de plaats en stond tot 1903 aan de Vecht. De zeer fraai gesneden herenbank Huis ter Meer is in de Dorpskerk te bewonderen.
In de kerk bevinden zich tien historische rouwborden, waarvan negen van de familie Huydecoper. Uit verschillende bronnen is bekend dat er in het begin van de 17e eeuw al rouwborden aanwezig waren.
Het orgel in deze kerk dat in 1790 is gebouwd door de Utrechtse orgelbouwer Abraham Meere (1761-1841) is tevens het oudste in gebruik zijnde orgel van Meere en heeft hierdoor een bijzonder historische waarde. Het orgel is aan de kerk geschonken door Geertruida Agneta Baronesse van Lockhorst (Vrouwe van Ter Meer en gehuwd met Francois de Witt, burgemeester van Amsterdam). Het is het zesde Meere orgel, maar het eerste met twee klaviers. Tot 1902 is het orgel door de firma Bätz & Co onderhouden. In 1979/80 is het Meere orgel door de firma Flentrop Orgelbouw uit Zaandam gerestaureerd. Hierbij is de oorspronkelijke dispositie hersteld en is het orgel uitgebreid met een nieuw zelfstandig pedaal. Het Meere orgel in de Dorpskerk neemt een belangrijke plaats in tussen de orgels in de Vechtstreek. 
Naast de kerk ligt een begraafplaats.
De Dorpskerk Maarssen wordt beheerd door de Protestantse wijkgemeenten Ontmoetingskerk (voorheen Open Hof en wijk 1 Hervormd) en Ichthus (voorheen wijk 2 Hervormd).
Heden:
Heilig Hartkerk · 
Kruiskerk ·
West-Hill ·
Wilhelminakapel

Niet meer bestaand:
Zaalkerkje